# Unione Sportiva Palermo (pallacanestro)
La sezione pallacanestro dell'Unione Sportiva Palermo è stata la denominazione della principale squadra cestistica di Palermo dal 1965 al 1977. Ha cambiato però più volte la sua forma: nel 1956 aveva iniziato l'attività come Libertas Palermo, assorbita nel 1960 dalla Cestistica Palermitana; dopo lo scioglimento della polisportiva, la sezione cestistica è stata portata avanti dal Basket Palermo fino al 1983.
In totale, ha disputato due campionati di Serie A Seconda Serie e 14 campionati di Serie B.

## Storia

### Le prime società
Il basket a Palermo ha vissuto la sua stagione d'oro negli anni '40: nel 1942-43 il Gruppo Universitario Fascista ha partecipato alla Serie A ma si è dovuto ritirare dopo la prima giornata a causa della guerra.
Nel 1946-47 il Palermo ha giocato nel Girone IX di Serie A, arrivando terzo dopo CSUA Bari, AP Napoli e davanti al Tosi Taranto. Da allora, le squadre palermitane non sono più arrivate nella massima serie.

### La Libertas e la Cestistica
Agli inizi degli anni '60, la Libertas ha conquistato la Serie B e poi la Serie A-Seconda Serie.
Nel 1960-1961, la Cestistica Palermo assorbì tutti gli elementi della disciolta Libertas Palermo per partecipare alla Serie B regionale, in cui ha vinto il girone siciliano. Nel 1961-62 è arrivata settima nel girone D di Serie A.

### L'Unione Sportiva
Nel 1965-1966, la squadra della Cestistica passò in blocco all'Unione Sportiva Palermo in vista del campionato di Serie C. Nel 1966-67 la squadra è ancora in seconda divisione, ribattezzata Serie B.
L'U.S.Palermo vince il campionato di serie C maschile 1973-74 e approda al campionato di serie B a cui partecipa con onore per parecchi anni, sotto varie denominazioni.

### Il Basket Palermo
Nel 1977-1978, la polisportiva legata alla società di calcio si disciolse e così l'intera sezione basket fu rilevata da Mario Modica, che fondò il Basket Palermo e lo iscrisse in Serie C.
A fine settembre 1983, l'MMP Palermo rinunciò alla Serie C1 e al suo posto fu ripescato il Gad Etna. La società, nelle sue sei stagioni di attività, aveva speso circa un centinaio di milioni di lire l'anno, cifra che obbligò il presidente a ritirarla.

### Le società successive
Dopo il ritiro del Basket Palermo, varie altre società si successero con poca continuità, partecipando ai campionati regionali e in alcune occasioni alla Serie B. Hanno disputato la Serie B2 dal 1987 al 1992 la Pallacanestro Palermo e dal 2001 al 2003 l'Eagles Palermo. Dal 2006 al 2008 è stata attiva la Pallacanestro Ares Palermo (un anno in B1 e un anno in B2). Dal 2014 al 2016 la Nuova Aquila Palermo ha disputato la Serie B; infine dal 2017 è il Green Basket Palermo che milita in terza serie.